# Wrexham
Pour les articles homonymes, voir Wrexham (homonymie).
Wrexham (Wrecsam en gallois) est une ville du pays de Galles qui comptait 42 576 habitants en 2001. C'est le centre administratif de l'arrondissement principal (principal area/prif ardal) de Wrexham et la plus grande ville du nord du pays.
Située à l'est de la région — entre les Monts Cambriens et la basse vallée du Dee — et près de la frontière avec le Cheshire en Angleterre, Wrexham est le premier centre commercial du nord-est gallois. La ville est classée comme la 9e plus grande du pays de Galles, mais sa zone urbaine en est la 4e, après Cardiff, Swansea et Newport.

## Histoire
Les premiers témoignages de l'activité humaine dans la région de Wrexham remontent aux environs de 1600 av J-C. Toutefois, le premier établissement connu était mentionné sous le nom de Wristleham Castle, une motte castrale créé en 1161, située dans ce qui est maintenant connu sous le nom d’Erddig Park. Le roi Édouard Ier d'Angleterre a brièvement séjourné à Wrexham au cours de son expédition pour réprimer la révolte de Madog ap Llywelyn en 1294. La ville est devenue une partie du comté de Denbighshire quand il a été créé en 1536.
Wrexham a été divisée en deux cantons distincts, Wrexham Regis (qui était sous le contrôle du roi) et Wrexham Abbot (généralement les parties les plus anciennes de la ville, qui appartenait à l'abbaye de Valle Crucis, à proximité de Llangollen).
Au XVIIIe siècle, Wrexham était connue pour son industrie du cuir. Il y avait des écorcheurs et des tanneurs dans la ville. Les cornes de bovins étaient utilisées pour fabriquer des articles tels que des peignes et des boutons. Il y avait aussi une industrie de clouterie.
Au milieu du XVIIIe siècle, Wrexham n'était rien de plus qu'une petite ville avec une population de peut-être 2 000 habitants. Cependant, vers la fin du siècle, Wrexham a augmenté rapidement et est devenu l'une des pionnières de la révolution industrielle.
La révolution industrielle a commencé à Wrexham en 1762 lorsque l'entrepreneur John Wilkinson (1728-1808), connu sous le nom Iron Mad Wilkinson, a créé l'entreprise Bersham Ironworks.
Wrexham a vu paraître son premier journal en 1848. La halle du marché a été construite en 1848 et en 1863, une brigade de pompiers volontaires y a été fondée. Wrexham a été également le siège d'un grand nombre de brasseries, et la tannerie est devenue une des principales industries de la ville. Au milieu du XIXe siècle, Wrexham a obtenu le statut de borough.
Le 22 septembre 1934, un coup de grisou et un gigantesque incendie tuent 266 hommes dans les mines de charbon de Gresford, près de Wrexham.
Après la Seconde Guerre mondiale, l'ancienne fabrique d'armes Wrexham Industrial Estate (en) a été fermée, laissant les ruines de nombreux bâtiments. Dans les années 1950 British Celanese a ouvert une grande usine et a été suivie par Firestone, BICC, Owen Corning, Kellogg's et Brother.
Pendant que de nouvelles industries se sont créées, les industries traditionnelles dans la région de Wrexham étaient en déclin. Les tanneries, les mines de charbon, la briqueterie, la métallurgie et les brasseries ont toutes fermé dans la seconde moitié du XXe siècle. Wrexham souffrait des mêmes problèmes que beaucoup de pays industrialisés et la Grande-Bretagne y a peu investi dans les années 1970.
Dans les années 1980 et 1990, une voie rapide, l'A483, financée par l'agence de développement galloise, a permis de connecter la ville avec Chester et Shrewsbury qui, à leur tour, avaient des liens avec d'autres grandes villes telles que Manchester et Liverpool.
Le 21 novembre 2012, Wrexham était la scène de la fabrique de la dernière machine à écrire en Grande-Bretagne, dans l'usine de la compagnie Brother.

## Culture et éducation
Wrexham abrite une antenne de l'Université du pays de Galles : Glyndŵr University, anciennement nommée : North East Wales Institute of Higher Education (NEWI).
À la périphérie de Wrexham, se trouve Erddig Hall devenue une propriété du National Trust. On peut y voir un portrait de Philip Yorke I (1743–1804), Membre du Parlement, réalisé en 1779 par Thomas Gainsborough.

Galerie victorienne de 1891.
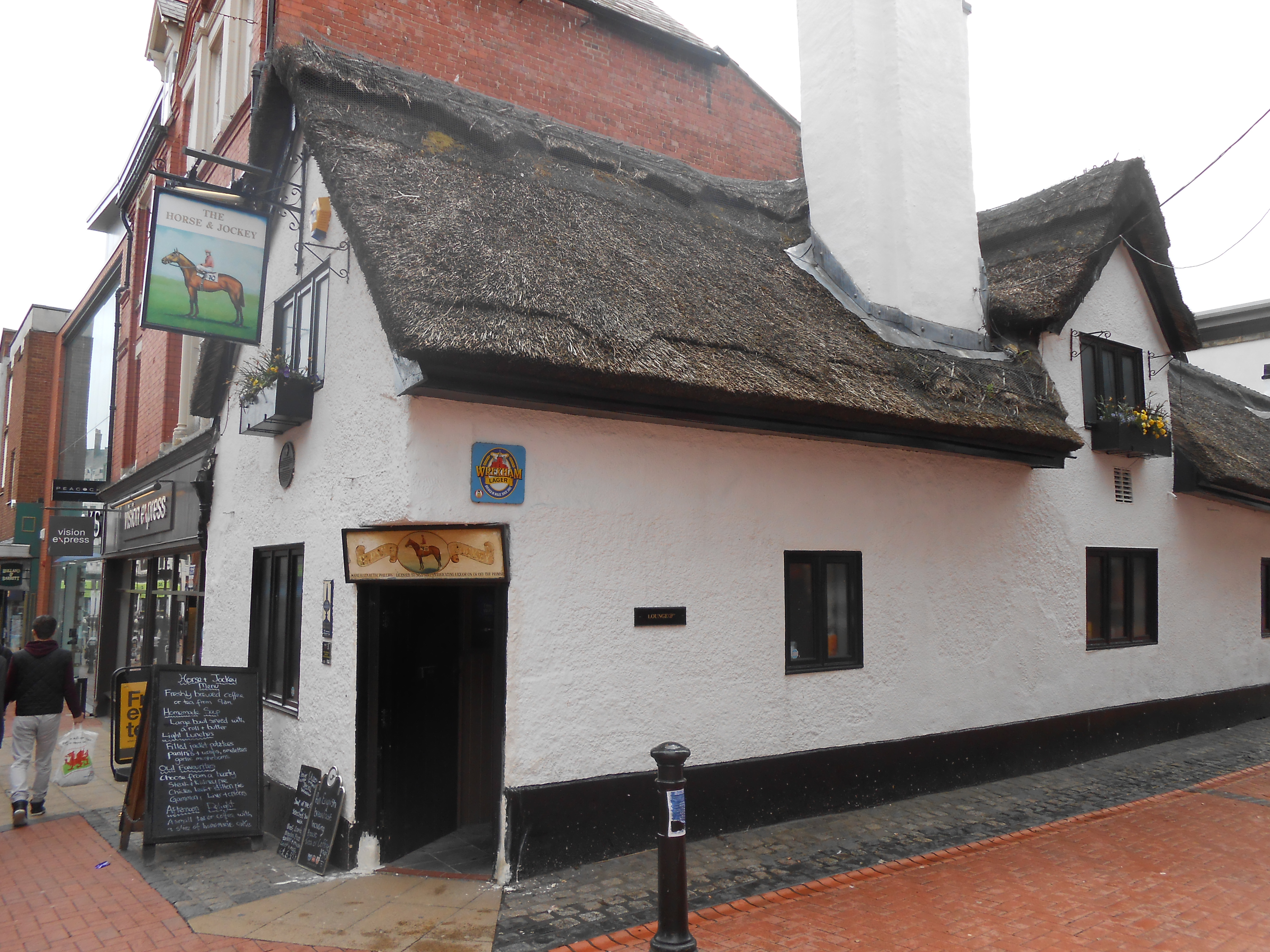
The Horse & Jockey, pub avec un toit de chaume.
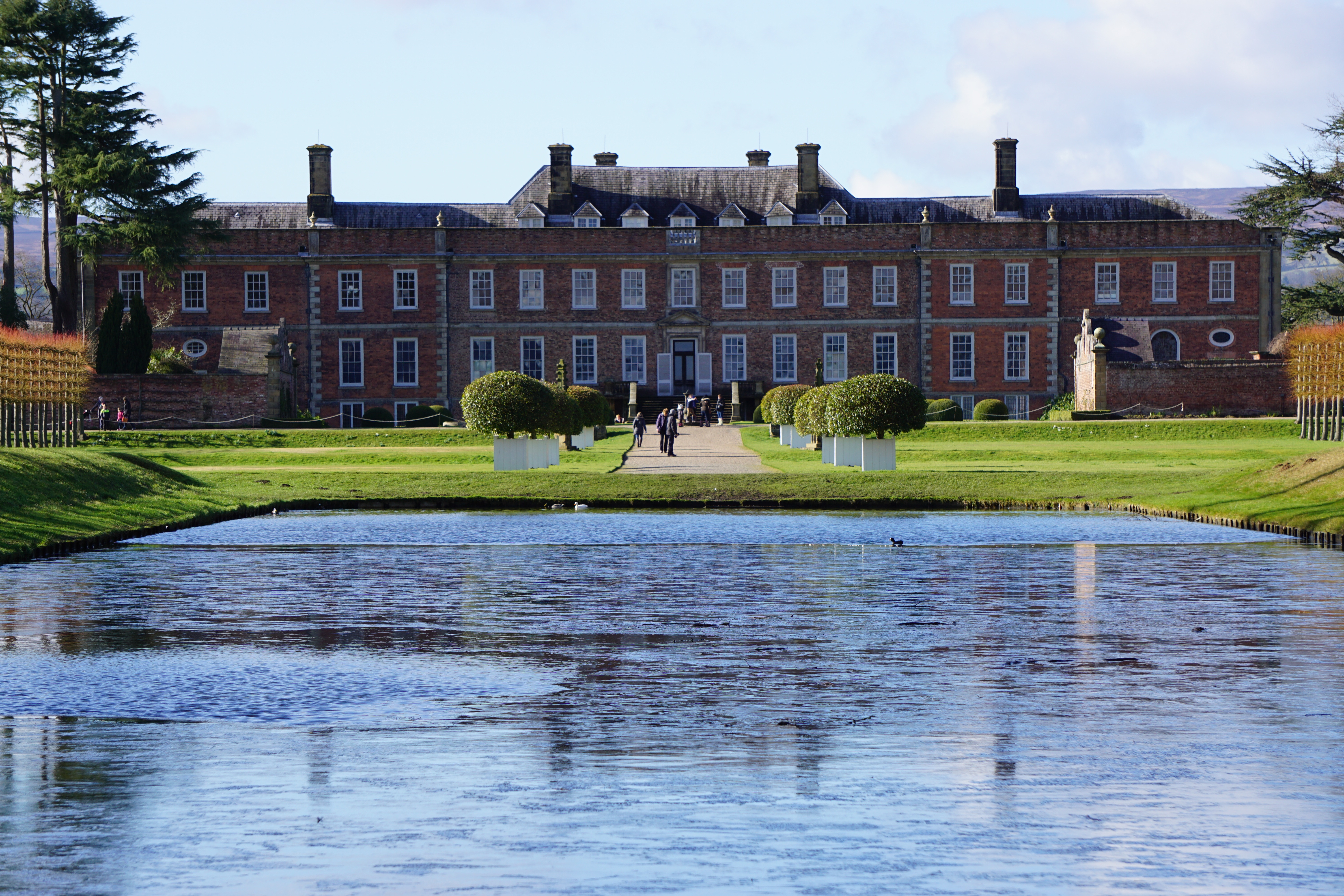
Erddig Hall (en), propriété du National Trust.
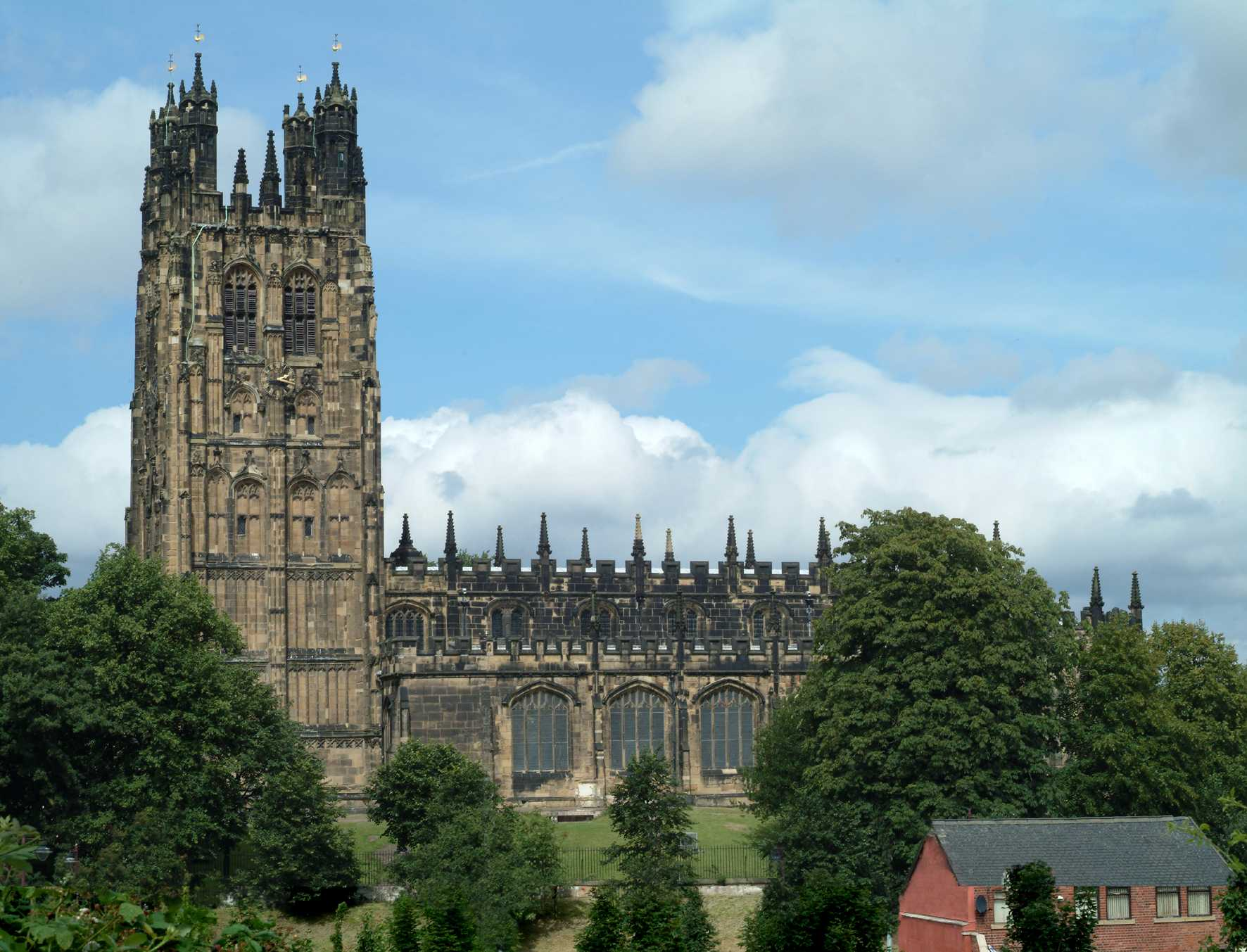
Église Saint-Gilles de Wrexham (en).

## Économie
Wrexham doit son développement à ses marchés. Depuis le XIXe siècle, Wrexham est l'une des zones les plus industrialisées du pays de Galles. Les brasseries et les mines de charbon furent longtemps les deux piliers économiques de la ville et de la région.
La brasserie de la bière locale Wrexham Lager a fermé en 2000.

## Politique et administration

### Tendances politiques
Le conseil municipal procède chaque année à l'élection du maire dont le mandat se limite à douze mois.
Wrexham est représentée par un député au Parlement du Royaume-Uni. Traditionnellement, ce dernier est membre du Parti travailliste.

### Services publics
La prison de Berwyn se trouve sur le territoire de la localité.

## Médias
Le quotidien local est le Wrexham Evening Leader.

## Sport
Le club de football de Wrexham AFC défend les couleurs de la ville.
Le club de Crusaders est le club de rugby à XIII jouant en Super League.

## Personnalités nées dans la ville
- Saint Richard Gwyn, (v. 1537–1584), martyr catholique et saint patron de Wrexham
- Samuel Warren (écrivain), (1807–1877), écrivain, avocat et psychiatre.
- Charles-Harold Dodd, (1884–1973), professeur et exégète.
- Rosemarie Frankland, (1943-2000), Miss Univers 1961.
- George Jeffreys (1645-1689), lord chancelier.
- Andy Scott, (1949-), ingénieur du son.
- John Wilkinson, (1728-1808), industriel.

### Sportifs
- Mark Hughes, (1963-) footballeur international gallois.
- Rob Jones (1971-), footballeur international anglais.
- Jason Koumas (1979-), footballeur international gallois.
- Robbie Savage, (1974-), footballeur international gallois.

## Jumelages
- Racibórz (Pologne)
- Iserlohn (Allemagne)